# Нове Тлокі
Нове Тлокі (пол. Nowe Tłoki, нім. Tloker Hauland) — село в Польщі, у гміні Вольштин Вольштинського повіту Великопольського воєводства.
Населення — 602 особи (2011).
У 1975-1998 роках село належало до Зеленоґурського воєводства.

## Демографія
Демографічна структура станом на 31 березня 2011 року:
|          | Загалом | Допрацездатний вік | Працездатний вік | Постпрацездатний вік |
| -------- | ------- | ------------------ | ---------------- | -------------------- |
| Чоловіки | 308     | 87                 | 202              | 19                   |
| Жінки    | 294     | 82                 | 173              | 39                   |
| Разом    | 602     | 169                | 375              | 58                   |